# Natufià
El natufià és una cultura de l'Epipaleolític desenvolupada des de l'Eufrates fins a Egipte entre 11.000 i 8.000 BP (abans del present). El nom va ser proposat per Dorothy Garrod el 1932, a partir del jaciment d'Uadi-an-Natuf a Cisjordània.

## Lloc i formes d'habitatge
Durant el natufià es vivia ja en poblacions. S'han excavat diversos poblats al Nègueb, Galilea, Transjordània i Síria. Les cases eren de planta oval o semicircular i en part eren subterrànies. Les parets eren de pedra i la cobertes de fusta. Hi apareixen ja estructures d'acumulació de cereals, com la sitja.

## Economia
Coexistia la caça (sovint de gaseles), la pesca (sobretot mol·luscs) i la recol·lecció de vegetals encara silvestres, però que després originarien els conreats (blat, ordi, llenties, festucs, ametlles, etc.). Hi ha molins barquiformes i morters de pedra dura i falç de fusta amb trossets de pedra tallada incrustats. La domesticació d'altres animals, a banda el gos, no és segura. Consumien cereals d'origen salvatge en una mena de pa.

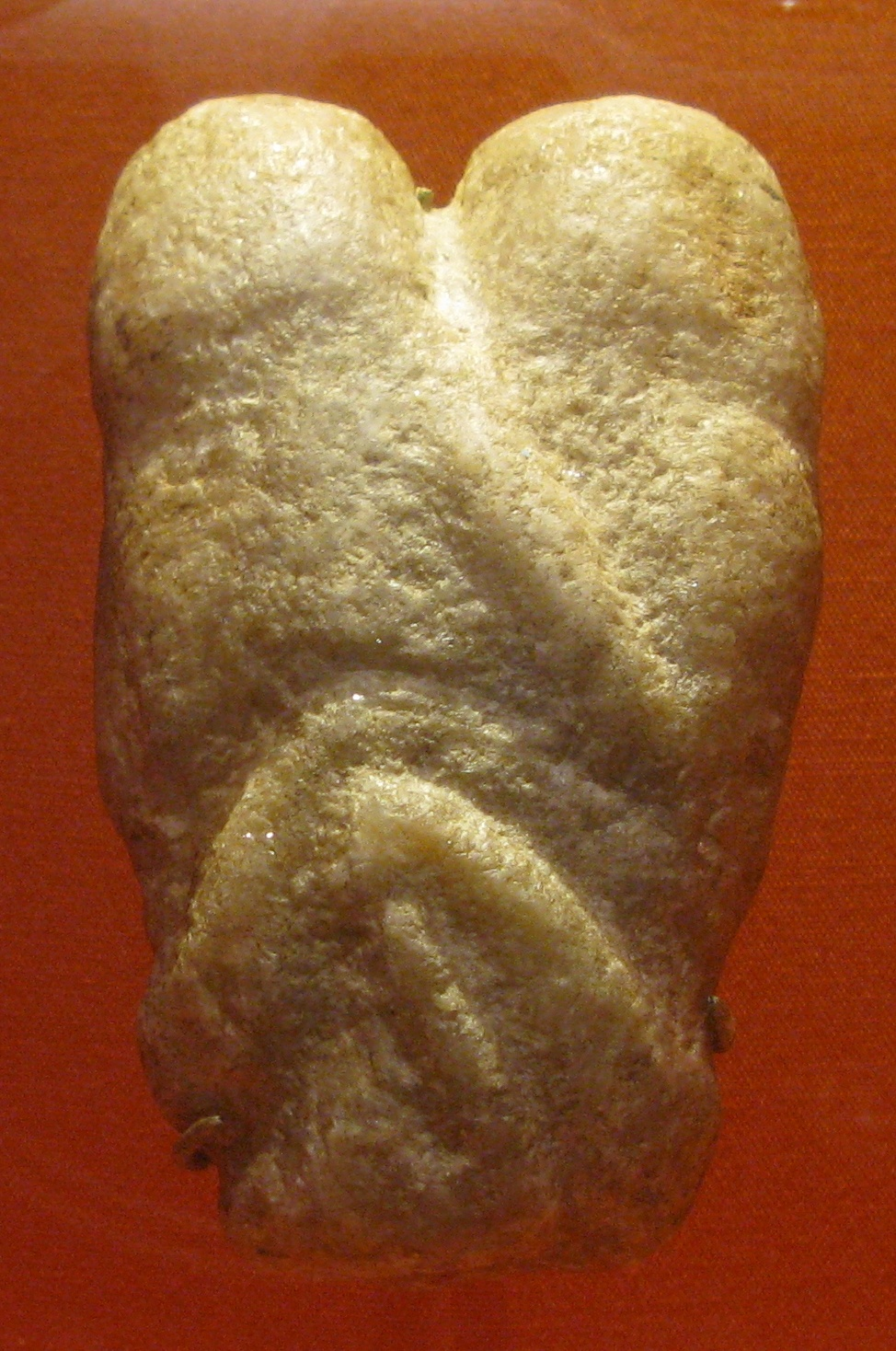
Els amants d'Ain Sakhri. Representació d'art del natufià

## Indústria lítica i en os
La lítica està definida pels segments de cercle (natufià) i diverses figures microlítiques. Hi ha peces per a pesar. Segons els diversos jaciments, els utillatges varien. A Murey Bet, hi ha microburins, pics de pedra i puntes amb peduncle.
En os o banya, es fan punxons, atzagaies bicòniques, hams i arpons.

## Enterraments
Podien ser en sepultura individual o col·lectiva i tant dins com fora dels habitatges. L'aixovar funerari es componia de collarets, mol·luscs, obsidiana, ossos de gasela o morters de basalt.